# Eleições autárquicas portuguesas de 1976 no distrito de Lisboa
| Eleições autárquicas portuguesas de 1976 Distritos: Aveiro \| Beja \| Braga \| Bragança \| Castelo Branco \| Coimbra \| Évora \| Faro \| Guarda \| Leiria \| Lisboa \| Portalegre \| Porto \| Santarém \| Setúbal \| Viana do Castelo \| Vila Real \| Viseu \| Açores \| Madeira |

## Resultados por concelho
Os resultados nos concelhos do distrito de Lisboa foram os seguintes:

### Alenquer
| Partido                 | Partido                                 | Votos  | %               | Vereadores |
| ----------------------- | --------------------------------------- | ------ | --------------- | ---------- |
|                         | Partido Socialista                      | 6 967  | 44,02 / 100,00  | 4 / 7      |
|                         | Frente Eleitoral Povo Unido             | 4 032  | 25,48 / 100,00  | 2 / 7      |
|                         | Partido Social Democrata                | 2 142  | 13,53 / 100,00  | 1 / 7      |
|                         | Centro Democrático Social               | 1 341  | 8,47 / 100,00   | 0 / 7      |
|                         | MRPP                                    | 362    | 2,29 / 100,00   | 0 / 7      |
|                         | Grupos Dinamizadores de Unidade Popular | 335    | 2,12 / 100,00   | 0 / 7      |
| Votos Inválidos         | Votos Inválidos                         | 647    | 4,09 / 100,00   |            |
| Total                   | Total                                   | 15 826 | 100,00 / 100,00 | 7 / 7      |
| Eleitorado/Participação | Eleitorado/Participação                 | 27 018 | 58,58 / 100,00  |            |

### Arruda dos Vinhos
| Partido                 | Partido                     | Votos | %               | Vereadores |
| ----------------------- | --------------------------- | ----- | --------------- | ---------- |
|                         | Partido Socialista          | 1 679 | 46,64 / 100,00  | 3 / 5      |
|                         | Frente Eleitoral Povo Unido | 830   | 23,06 / 100,00  | 1 / 5      |
|                         | Centro Democrático Social   | 481   | 13,36 / 100,00  | 1 / 5      |
|                         | Partido Social Democrata    | 355   | 9,86 / 100,00   | 0 / 5      |
|                         | MRPP                        | 97    | 2,69 / 100,00   | 0 / 5      |
| Votos Inválidos         | Votos Inválidos             | 158   | 4,38 / 100,00   |            |
| Total                   | Total                       | 3 600 | 100,00 / 100,00 | 5 / 5      |
| Eleitorado/Participação | Eleitorado/Participação     | 6 332 | 56,85 / 100,00  |            |

### Azambuja
| Partido                 | Partido                                 | Votos  | %               | Vereadores |
| ----------------------- | --------------------------------------- | ------ | --------------- | ---------- |
|                         | Partido Socialista                      | 3 798  | 44,15 / 100,00  | 4 / 7      |
|                         | Frente Eleitoral Povo Unido             | 2 052  | 23,85 / 100,00  | 2 / 7      |
|                         | Partido Social Democrata                | 1 277  | 14,85 / 100,00  | 1 / 7      |
|                         | Grupos Dinamizadores de Unidade Popular | 842    | 9,79 / 100,00   | 0 / 7      |
|                         | MRPP                                    | 182    | 2,12 / 100,00   | 0 / 7      |
| Votos Inválidos         | Votos Inválidos                         | 451    | 5,24 / 100,00   |            |
| Total                   | Total                                   | 8 602  | 100,00 / 100,00 | 7 / 7      |
| Eleitorado/Participação | Eleitorado/Participação                 | 13 567 | 63,40 / 100,00  |            |

### Cadaval
| Partido                 | Partido                     | Votos  | %               | Vereadores |
| ----------------------- | --------------------------- | ------ | --------------- | ---------- |
|                         | Partido Socialista          | 2 225  | 35,64 / 100,00  | 3 / 7      |
|                         | Centro Democrático Social   | 1 568  | 25,12 / 100,00  | 2 / 7      |
|                         | Partido Social Democrata    | 1 537  | 24,62 / 100,00  | 2 / 7      |
|                         | Frente Eleitoral Povo Unido | 467    | 7,48 / 100,00   | 0 / 7      |
| Votos Inválidos         | Votos Inválidos             | 446    | 7,14 / 100,00   |            |
| Total                   | Total                       | 6 243  | 100,00 / 100,00 | 7 / 7      |
| Eleitorado/Participação | Eleitorado/Participação     | 10 615 | 58,81 / 100,00  |            |

### Cascais
| Partido                 | Partido                                            | Votos  | %               | Vereadores |
| ----------------------- | -------------------------------------------------- | ------ | --------------- | ---------- |
|                         | Partido Socialista                                 | 18 311 | 31,52 / 100,00  | 3 / 9      |
|                         | Frente Eleitoral Povo Unido                        | 12 665 | 21,80 / 100,00  | 2 / 9      |
|                         | Centro Democrático Social                          | 11 710 | 20,15 / 100,00  | 2 / 9      |
|                         | Partido Social Democrata                           | 10 466 | 18,01 / 100,00  | 2 / 9      |
|                         | Grupos Dinamizadores de Unidade Popular            | 2 424  | 4,17 / 100,00   | 0 / 9      |
|                         | MRPP                                               | 670    | 1,15 / 100,00   | 0 / 9      |
|                         | Partido Comunista de Portugal (marxista-leninista) | 376    | 0,65 / 100,00   | 0 / 9      |
|                         | Liga Comunista Internacionalista                   | 102    | 0,18 / 100,00   | 0 / 9      |
| Votos Inválidos         | Votos Inválidos                                    | 1 376  | 2,36 / 100,00   |            |
| Total                   | Total                                              | 58 100 | 100,00 / 100,00 | 9 / 9      |
| Eleitorado/Participação | Eleitorado/Participação                            | 89 967 | 64,58 / 100,00  |            |

### Lisboa
| Partido                 | Partido                                            | Votos   | %               | Vereadores |
| ----------------------- | -------------------------------------------------- | ------- | --------------- | ---------- |
|                         | Partido Socialista                                 | 158 502 | 35,51 / 100,00  | 7 / 17     |
|                         | Frente Eleitoral Povo Unido                        | 92 459  | 20,72 / 100,00  | 4 / 17     |
|                         | Centro Democrático Social                          | 84 602  | 18,96 / 100,00  | 3 / 17     |
|                         | Partido Social Democrata                           | 67 975  | 15,23 / 100,00  | 3 / 17     |
|                         | Grupos Dinamizadores de Unidade Popular            | 21 816  | 4,89 / 100,00   | 0 / 17     |
|                         | MRPP                                               | 4 087   | 0,92 / 100,00   | 0 / 17     |
|                         | Partido Comunista de Portugal (marxista-leninista) | 2 764   | 0,62 / 100,00   | 0 / 17     |
|                         | Partido Popular Monárquico                         | 1 937   | 0,43 / 100,00   | 0 / 17     |
|                         | Liga Comunista Internacionalista                   | 647     | 0,14 / 100,00   | 0 / 17     |
| Votos Inválidos         | Votos Inválidos                                    | 11 526  | 2,59 / 100,00   |            |
| Total                   | Total                                              | 446 315 | 100,00 / 100,00 | 17 / 17    |
| Eleitorado/Participação | Eleitorado/Participação                            | 671 200 | 66,50 / 100,00  |            |

### Loures
| Partido                 | Partido                                            | Votos   | %               | Vereadores |
| ----------------------- | -------------------------------------------------- | ------- | --------------- | ---------- |
|                         | Partido Socialista                                 | 35 924  | 36,01 / 100,00  | 5 / 11     |
|                         | Frente Eleitoral Povo Unido                        | 32 755  | 32,83 / 100,00  | 4 / 11     |
|                         | Partido Social Democrata                           | 12 112  | 12,14 / 100,00  | 1 / 11     |
|                         | Centro Democrático Social                          | 7 217   | 7,23 / 100,00   | 1 / 11     |
|                         | Grupos Dinamizadores de Unidade Popular            | 4 804   | 4,82 / 100,00   | 0 / 11     |
|                         | Partido Comunista de Portugal (marxista-leninista) | 2 435   | 2,44 / 100,00   | 0 / 11     |
|                         | MRPP                                               | 1 198   | 1,20 / 100,00   | 0 / 11     |
| Votos Inválidos         | Votos Inválidos                                    | 3 321   | 3,33 / 100,00   |            |
| Total                   | Total                                              | 99 766  | 100,00 / 100,00 | 11 / 11    |
| Eleitorado/Participação | Eleitorado/Participação                            | 157 745 | 63,25 / 100,00  |            |

### Lourinhã
| Partido                 | Partido                     | Votos  | %               | Vereadores |
| ----------------------- | --------------------------- | ------ | --------------- | ---------- |
|                         | Partido Socialista          | 3 373  | 38,94 / 100,00  | 3 / 7      |
|                         | Partido Social Democrata    | 2 830  | 32,68 / 100,00  | 3 / 7      |
|                         | Centro Democrático Social   | 1 649  | 19,04 / 100,00  | 1 / 7      |
|                         | Frente Eleitoral Povo Unido | 366    | 4,23 / 100,00   | 0 / 7      |
| Votos Inválidos         | Votos Inválidos             | 443    | 5,12 / 100,00   |            |
| Total                   | Total                       | 8 661  | 100,00 / 100,00 | 7 / 7      |
| Eleitorado/Participação | Eleitorado/Participação     | 13 703 | 63,21 / 100,00  |            |

### Mafra
| Partido                 | Partido                                 | Votos  | %               | Vereadores |
| ----------------------- | --------------------------------------- | ------ | --------------- | ---------- |
|                         | Partido Socialista                      | 6 657  | 40,33 / 100,00  | 3 / 7      |
|                         | Partido Social Democrata                | 5 054  | 30,62 / 100,00  | 3 / 7      |
|                         | Frente Eleitoral Povo Unido             | 1 997  | 12,10 / 100,00  | 1 / 7      |
|                         | Centro Democrático Social               | 1 141  | 6,91 / 100,00   | 0 / 7      |
|                         | Grupos Dinamizadores de Unidade Popular | 336    | 2,04 / 100,00   | 0 / 7      |
|                         | MRPP                                    | 335    | 2,03 / 100,00   | 0 / 7      |
| Votos Inválidos         | Votos Inválidos                         | 987    | 5,98 / 100,00   |            |
| Total                   | Total                                   | 16 507 | 100,00 / 100,00 | 7 / 7      |
| Eleitorado/Participação | Eleitorado/Participação                 | 31 263 | 52,80 / 100,00  |            |

### Oeiras
| Partido                 | Partido                                            | Votos   | %               | Vereadores |
| ----------------------- | -------------------------------------------------- | ------- | --------------- | ---------- |
|                         | Partido Socialista                                 | 42 911  | 35,20 / 100,00  | 5 / 11     |
|                         | Frente Eleitoral Povo Unido                        | 35 624  | 29,22 / 100,00  | 4 / 11     |
|                         | Centro Democrático Social                          | 15 804  | 12,96 / 100,00  | 1 / 11     |
|                         | Partido Social Democrata                           | 15 190  | 12,46 / 100,00  | 1 / 11     |
|                         | Grupos Dinamizadores de Unidade Popular            | 7 317   | 6,00 / 100,00   | 0 / 11     |
|                         | MRPP                                               | 963     | 0,79 / 100,00   | 0 / 11     |
|                         | Partido Comunista de Portugal (marxista-leninista) | 751     | 0,62 / 100,00   | 0 / 11     |
|                         | Partido Revolucionário dos Trabalhadores           | 282     | 0,23 / 100,00   | 0 / 11     |
|                         | Partido Popular Monárquico                         | 252     | 0,21 / 100,00   | 0 / 11     |
| Votos Inválidos         | Votos Inválidos                                    | 2 818   | 2,31 / 100,00   |            |
| Total                   | Total                                              | 121 912 | 100,00 / 100,00 | 11 / 11    |
| Eleitorado/Participação | Eleitorado/Participação                            | 190 691 | 63,93 / 100,00  |            |

### Sintra
| Partido                 | Partido                                            | Votos   | %               | Vereadores |
| ----------------------- | -------------------------------------------------- | ------- | --------------- | ---------- |
|                         | Partido Socialista                                 | 33 286  | 39,64 / 100,00  | 6 / 11     |
|                         | Frente Eleitoral Povo Unido                        | 20 910  | 24,90 / 100,00  | 3 / 11     |
|                         | Partido Social Democrata                           | 11 090  | 13,21 / 100,00  | 1 / 11     |
|                         | Centro Democrático Social                          | 9 165   | 10,92 / 100,00  | 1 / 11     |
|                         | Grupos Dinamizadores de Unidade Popular            | 4 421   | 5,27 / 100,00   | 0 / 11     |
|                         | MRPP                                               | 1 267   | 1,51 / 100,00   | 0 / 11     |
|                         | Partido Comunista de Portugal (marxista-leninista) | 890     | 1,06 / 100,00   | 0 / 11     |
| Votos Inválidos         | Votos Inválidos                                    | 2 936   | 3,49 / 100,00   |            |
| Total                   | Total                                              | 83 965  | 100,00 / 100,00 | 11 / 11    |
| Eleitorado/Participação | Eleitorado/Participação                            | 130 041 | 64,57 / 100,00  |            |

### Sobral de Monte Agraço
| Partido                 | Partido                     | Votos | %               | Vereadores |
| ----------------------- | --------------------------- | ----- | --------------- | ---------- |
|                         | Partido Socialista          | 1 315 | 42,07 / 100,00  | 2 / 5      |
|                         | Frente Eleitoral Povo Unido | 1 114 | 35,64 / 100,00  | 2 / 5      |
|                         | Partido Social Democrata    | 538   | 17,21 / 100,00  | 1 / 5      |
| Votos Inválidos         | Votos Inválidos             | 159   | 5,09 / 100,00   |            |
| Total                   | Total                       | 3 126 | 100,00 / 100,00 | 5 / 5      |
| Eleitorado/Participação | Eleitorado/Participação     | 5 663 | 55,20 / 100,00  |            |

### Torres Vedras
| Partido                 | Partido                                 | Votos  | %               | Vereadores |
| ----------------------- | --------------------------------------- | ------ | --------------- | ---------- |
|                         | Partido Socialista                      | 10 073 | 36,73 / 100,00  | 3 / 7      |
|                         | Partido Social Democrata                | 9 428  | 34,38 / 100,00  | 3 / 7      |
|                         | Frente Eleitoral Povo Unido             | 5 314  | 19,38 / 100,00  | 1 / 7      |
|                         | Grupos Dinamizadores de Unidade Popular | 789    | 2,88 / 100,00   | 0 / 7      |
|                         | MRPP                                    | 619    | 2,26 / 100,00   | 0 / 7      |
| Votos Inválidos         | Votos Inválidos                         | 1 199  | 4,38 / 100,00   |            |
| Total                   | Total                                   | 27 422 | 100,00 / 100,00 | 7 / 7      |
| Eleitorado/Participação | Eleitorado/Participação                 | 44 447 | 61,70 / 100,00  |            |

### Vila Franca de Xira
| Partido                 | Partido                                            | Votos  | %               | Vereadores |
| ----------------------- | -------------------------------------------------- | ------ | --------------- | ---------- |
|                         | Frente Eleitoral Povo Unido                        | 13 975 | 40,92 / 100,00  | 5 / 9      |
|                         | Partido Socialista                                 | 13 333 | 39,04 / 100,00  | 4 / 9      |
|                         | Partido Social Democrata                           | 2 344  | 6,86 / 100,00   | 0 / 9      |
|                         | Grupos Dinamizadores de Unidade Popular            | 1 237  | 3,62 / 100,00   | 0 / 9      |
|                         | Centro Democrático Social                          | 1 100  | 3,22 / 100,00   | 0 / 9      |
|                         | MRPP                                               | 689    | 2,02 / 100,00   | 0 / 9      |
|                         | Partido Comunista de Portugal (marxista-leninista) | 450    | 1,32 / 100,00   | 0 / 9      |
| Votos Inválidos         | Votos Inválidos                                    | 988    | 3,01 / 100,00   |            |
| Total                   | Total                                              | 34 156 | 100,00 / 100,00 | 9 / 9      |
| Eleitorado/Participação | Eleitorado/Participação                            | 50 025 | 68,28 / 100,00  |            |